# ألفونسو لونا
ألفونسو لونا (بالإسبانية: Alfonso Luna)‏ (23 يناير 1990 في المكسيك - ) هو لاعب كرة قدم مكسيكي في مركز الدفاع. لعب مع أتلانتي إف سي.

## وصلات خارجية
- ألفونسو لونا على موقع قاعدة بيانات كرة القدم.إي يو (الإنجليزية)
- ألفونسو لونا على موقع Soccerway.com (الإنجليزية)